# Straight Between the Eyes
Straight Between the Eyes je šesté studiové album britské rockové skupiny Rainbow z roku 1982. Nahráno bylo v prosinci předchozího roku v kanadském Morin Heights. Jedinou změnou v sestavě oproti předchozímu albu Difficult to Cure je post klávesisty: Dona Aireyho zde nahradil David Rosenthal. Producentem alba je baskytarista Roger Glover a jeho obal vytvořil výtvarník Jeff Cummins a umělecká skupina Hipgnosis. V žebříčku Billboard 200 se album umístilo na třicáté příčce.

## Seznam skladeb
| Pořadí | Název                             | Autor                               | Délka |
| ------ | --------------------------------- | ----------------------------------- | ----- |
| 1.     | Death Alley Driver                | Ritchie Blackmore, Joe Lynn Turner  | 4:42  |
| 2.     | Stone Cold                        | Blackmore, Turner, Roger Glover     | 5:17  |
| 3.     | Bring on the Night (Dream Chaser) | Blackmore, Turner, Glover           | 4:06  |
| 4.     | Tite Squeeze                      | Blackmore, Turner, Glover           | 3:15  |
| 5.     | Tearin' Out My Heart              | Blackmore, Turner, Glover           | 4:03  |
| 6.     | Power                             | Blackmore, Turner, Glover           | 4:26  |
| 7.     | MISS Mistreated                   | Blackmore, Turner, David Rosenthal  | 4:27  |
| 8.     | Rock Fever                        | Blackmore, Turner                   | 3:50  |
| 9.     | Eyes of Fire                      | Blackmore, Turner, Bobby Rondinelli | 6:37  |

## Obsazení
- Joe Lynn Turner - zpěv
- Ritchie Blackmore - kytara
- Roger Glover - baskytara
- David Rosenthal - klávesy, varhany
- Bobby Rondinelli - bicí